# 圣阿西斯克洛-德巴利亚尔塔
圣阿西斯克洛-德巴利亚尔塔（西班牙語：San Acisclo de Vallalta），是西班牙加泰罗尼亚巴塞罗那省的一个市镇。总面积18平方公里，总人口1323人（2013年），人口密度75人/平方公里。